# Colfax (Washington)
Colfax és una població dels Estats Units i seu del comtat de Whitman a l'estat de Washington. Segons el cens del 2000 tenia 2.844 habitants.

## Demografia
Segons el cens del 2000, Colfax tenia 2.844 habitants, 1.191 habitatges, i 740 famílies. La densitat de població era de 657,5 habitants per km².
Dels 1.191 habitatges en un 27,9% hi vivien nens de menys de 18 anys, en un 52,6% hi vivien parelles casades, en un 6,9% dones solteres, i en un 37,8% no eren unitats familiars. En el 35% dels habitatges hi vivien persones soles el 18,1% de les quals corresponia a persones de 65 anys o més que vivien soles. El nombre mitjà de persones vivint en cada habitatge era de 2,24 i el nombre mitjà de persones que vivien en cada família era de 2,9.
Per edats la població es repartia de la següent manera: un 23,5% tenia menys de 18 anys, un 6,2% entre 18 i 24, un 25,6% entre 25 i 44, un 22,6% de 45 a 60 i un 22,1% 65 anys o més.
L'edat mediana era de 41 anys. Per cada 100 dones de 18 o més anys hi havia 89,6 homes.
La renda mediana per habitatge era de 36.622 $ i la renda mediana per família de 47.589 $. Els homes tenien una renda mediana de 32.188 $ mentre que les dones 26.349 $. La renda per capita de la població era de 18.519 $. Aproximadament el 6,1% de les famílies i el 9,3% de la població estaven per davall del llindar de pobresa.

## Poblacions properes
El següent diagrama mostra les poblacions més properes.